# Living in the Past (brano musicale)
Living in the Past è un brano musicale del gruppo progressive rock britannico Jethro Tull; pubblicato come quarta traccia del doppio album Living in the Past (album) del 1972.
È uno dei brani più noti della band. Ian Anderson aveva dichiarato che era stato ispirato dal brano jazz strumentale del 1961 Take Five di Dave Brubeck., infatti il brano si distingue per essere stato scritto nell'inusuale tempo di 5/4.

## Storia
Ian Anderson aveva dichiarato di aver scritto la canzone, il 12 febbraio 1969, in circa un'ora, in una stanza in un Holiday Inn sulle rive del fiume Charles a Boston, Massachusetts. Lui e il suo manager Terry Ellis, avevano preso un giorno libero, prima di un concerto.
Alla fine del tour, lungo la costa orientale negli Stati Uniti, le basi musicali furono registrate il 3 marzo 1969 presso il Vantone Sound Studio a West Orange, New Jersey.

## Comparse in altri album
- The Best of Jethro Tull: The Anniversary Collection (1993)
- The Very Best of Jethro Tull (2001)